# カナマイシン
カナマイシン（Kanamycin、別名：カナマイシンA） はアミノグリコシド系抗生物質の一種。1957年に梅澤濱夫によってストレプトマイセス・カナマイセティカス (Streptomyces kanamyceticus ) から発見された。日本で最初に発見された抗生物質である。有機化学による全合成が可能であるが、工業的には微生物による生合成により生産されている。白色の粉末で、水溶性（50mg/mL）で有機溶媒に対しては難溶。製剤としては硫酸塩が経口と筋肉注射で用いられる。置換基の異なるベカナマイシン（カナマイシンB）等がある。分子生物学では、カナマイシン耐性遺伝子は選択マーカーとして利用されている。細胞培養ではマイコプラズマの除去に用いられる。
細菌性のリボソームと反応してその翻訳および蛋白質合成を阻害することにより毒性を発揮する。この毒性は真菌類には発揮されない。
長らくWHO必須医薬品モデル・リストに収載されていたものの2019年にリストから削除されている。

## 効能・効果
カプセル・シロップ・ドライシロップ
菌種：大腸菌、赤痢菌、腸炎ビブリオ
疾患：感染性腸炎
注射液
菌種：ブドウ球菌属、肺炎球菌、淋菌、結核菌、大腸菌、クレブシエラ属、プロテウス属、モルガネラ・モルガニー、インフルエンザ菌、緑膿菌、百日咳菌
疾患：表在性皮膚感染症、深在性皮膚感染症、リンパ管・リンパ節炎、外傷・熱傷および手術創等の二次感染、乳腺炎、骨髄炎、扁桃炎、急性気管支炎、肺炎、慢性呼吸器病変の二次感染、膀胱炎、腎盂腎炎、淋菌感染症、子宮付属器炎、中耳炎、百日咳、肺結核およびその他の結核症

### 抗菌スペクトルの特徴
カナマイシンは特にグラム陰性菌である大腸菌（E. coli ）、プロテウス属、セラチア属、クレブシエラ属の非耐性菌に抗菌活性を有する。代表的な菌種に対する活性の例を以下に示す。
- Escherichia coli ― 0.05µg/mL 〜 >512µg/mL
- Klebsiella pneumoniae ― 7.5µg/mL 〜 128µg/mL

## 禁忌
製剤成分ならびにアミノグリコシド系抗生物質またはバシトラシンに対し過敏症の既往歴のある患者が禁忌となっている。特に、本人またはその血族にアミノグリコシド系抗生物質による難聴またはその他の難聴のある患者は原則として禁忌である。

## 副作用
重大な副作用として、第8脳神経障害（主として蝸牛機能障害：耳鳴、難聴、眩暈等）、重篤な腎障害（0.1%未満）、ショック（0.1%未満）が知られている。アミノグリコシド系抗生物質の副作用として代表的な聴覚神経毒性は、ストレプトマイシンと比較すると弱い:12。

## 作用機序
カナマイシンは原核生物のリボソーム30Sサブユニットに相互作用する。その結果遺伝子の翻訳ミスが多く発生し、蛋白質の組み立てサイクルが崩壊する。

## 生合成
Streptomyces kanamyceticus が産生するカナマイシンは“カナマイシンA”が主成分であるが、“カナマイシンB”、“カナマイシンC”、“カナマイシンD”、“カナマイシンX”も同時に産生する。
カナマイシンの生合成経路は大きく2つに分かれる。第1のパートは、ブチロシンやネオマイシン等のいくつかのアミノグリコシドに共通なもので、独特なアミノシクリトールである2-デオキシストレプタミンがD-グルコピラノース-6-リン酸から4工程で合成される。その次のパートでは酵素の基質としてUDP-N-アセチル-α-D-グルコサミンまたはUDP-α-D-グルコースがランダムに選ばれて、カナマイシン合成経路は2つに分岐する。1つからはカナマイシンBとカナマイシンCが、もう1つからはカナマイシンDとカナマイシンXが生成される。その後カナマイシンBとカナマイシンDはカナマイシンAに変換され、結局両経路からカナマイシンAが産生される。

## 研究目的での利用
分子生物学において、カナマイシン耐性遺伝子（主にネオマイシンリン酸転移酵素II（NPT II、Neo））が細菌（E. coli 等）の選択マーカーとして利用されている。細菌はカナマイシン含有（50〜100µg/mL）寒天培地で耐性遺伝子を含むプラスミドと共に培養すると形質転換して増殖する。形質を獲得できた細菌のみがこの培地で生存できる。
この様な例の1つにAtwbc19 が挙げられるが、植物由来のこの遺伝子は比較的大きく、植物から細菌への遺伝子の水平伝播の可能性を減少させる方向性に機能する。この場合は遺伝子が伝達されても細菌は耐性を獲得しないかも知れない。